# いかめし阿部商店

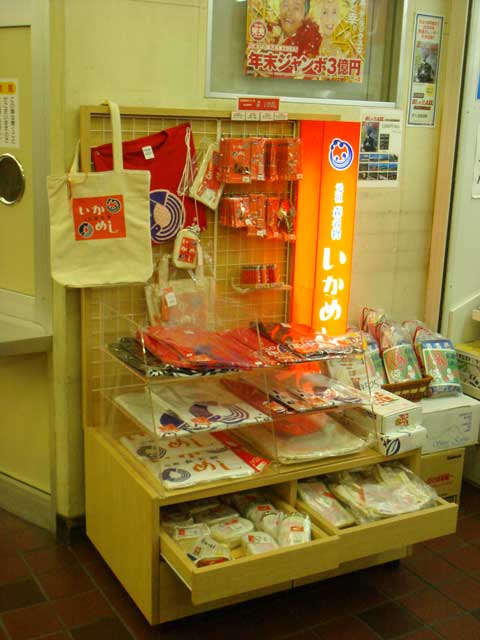
いかめしグッズもお土産として造られている（森駅キヨスク）。

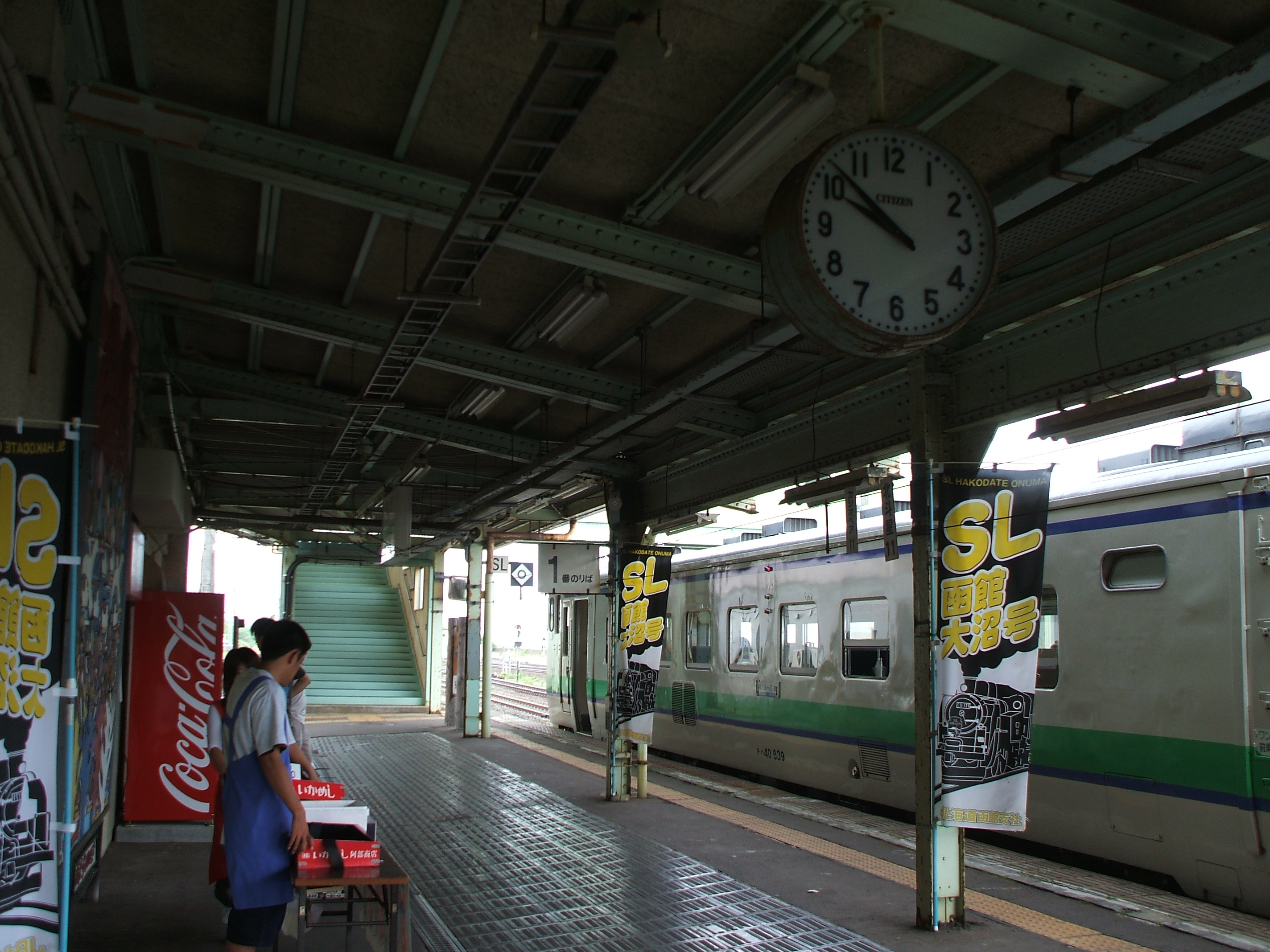
森駅プラットホームでの立ち売りの様子

株式会社いかめし阿部商店（いかめしあべしょうてん）は、北海道旅客鉄道（JR北海道）函館本線森駅（北海道茅部郡森町、渡島総合振興局管内）を拠点とする駅弁調製・食品製造販売業者。森町の本社工場で森駅の駅弁である「いかめし」を製造販売している。

## 沿革
江戸時代からニシン漁で賑わい函館への街道と室蘭へ向かう噴火湾航路の結節点となり宿場町として栄えていた森町で1838年（天保9年）に「阿部旅館」として創業、北海道鉄道の開業にあわせ1903年に弁当事業を開始。当時の商号は「阿部弁当店」。1904年に駅構内での販売を開始、初期には幕の内弁当やエビ天丼を販売し大正時代には弁当の売上が旅館の売上を上回る好況を見せた。
第二次世界大戦中の1941年、「いかめし」を発売。店主の阿部恵三男の妻・阿部静子が考案し、戦時体制による食糧統制で米が不足していたため、当時豊漁だったスルメイカを用いて米を節約しても作れる商品として考えられた。また開発時には芋・カボチャ・トウモロコシをイカに詰める試作も行われたが「食べて楽しくない」として米を用る形となった。また名称は「いかごはん」とする案も強かったが、静子が「ここは田舎だから」との思いから「いかめし」とする形となった。
1943年3月には旅館業を廃業し、駅構内営業の専業業者となった。1956年からは道外での物産展への出店を開始、1987年8月に株式会社化し商号を「いかめし阿部商店」に改めた。
2020年4月1日に本店登記を移転・同月15日に再度移転（神奈川県横浜市中区）と共に、同名の2代目法人を設立し事業譲渡。初代法人は5月15日に株式会社扇商店と商号を変更した上、会社解散を決議。2020年8月26日に横浜地方裁判所から特別清算開始決定を受けた。
2代目法人は三印（さんじるし）三浦水産株式会社（北海道函館市）の傘下に入り、2020年5月1日には社長も3代目の今井麻椰に交代した。

## 現在の「いかめし」
現行の阿部商店調製の「いかめし」は、小振りなスルメイカの中に餅米とうるち米を詰めて煮込んだものである。森駅構内及び駅前の店舗にて販売するほか、夏場（7月下旬 - 8月下旬）にはプラットホームでの立ち売りも行われる。
もとは駅構内での販売が主だったが、森駅に急行が停車しなくなったことによる売上減少をきっかけとして1955年に阿部恵三男が東京の百貨店での実演販売への参入を発案、催事での売上が拡大し、いかめしの売り上げの9割以上は百貨店などでの催事となっている。京王百貨店（東京都新宿区）で毎年正月に開催される「元祖有名駅弁と全国うまいもの大会」では、20世紀に行われた全35回のうち、実に32回で売り上げ1位となった。1971年以降は連続で1位である。
2016年より真空パックでの販売を開始。賞味期限が本来の1日から3ヵ月に伸び、北海道内の主要駅や空港で幅広く販売されるようになった。
古くはイカも地元調達が可能だったが、1970年代に不漁により「煮て冷めてからも身がやわらかい」ということからニュージーランド産のイカの使用に切り替えた。2011年以降、世界的にイカの不漁が続き、イカの仕入れ値が高騰しており、1980年代の350円だったいかめしの価格は2025年1月現在、990円と3倍近くとなっている。三印三浦水産株式会社の傘下に入ることで、同社の協力によりイカの安定的な仕入れも可能になった。

## 商品
- いかめし
- いかめしレトルト
- いかめしコロッケ